# Honda RC 181
De Honda RC 181 is een wegrace-motorfiets die door het merk Honda in het wereldkampioenschap wegrace werd ingezet in 1966 en 1967.

## Voorgeschiedenis
Al in 1954 was Soichiro Honda in Europa zijn licht gaan opsteken als het om wegraces met motorfietsen ging. Hij bezocht de Isle of Man TT en enkele Italiaanse fabrieken, zodat hij het wedstrijdverloop en de gebruikte machines kon bestuderen. Er werd in dat jaar al een 220cc-eencilinder prototype ontwikkeld. Enkele jaren later werden ook 250- en 305cc tweecilinders met een enkele bovenliggende nokkenas voor nationale wedstrijden ontwikkeld. Die werden zonder uitzondering op onverharde wegen gereden en een van de belangrijkste was de heuvelklim op de vulkaan Asama. In 1958 kreeg Kiyoshi Kawashima de opdracht voor de TT van 1959 125cc-racers te ontwikkelen en een raceteam samen te stellen. Dat resulteerde in een 6e, 7e, 8e en 11e plaats in de 125 cc Ultra-Lightweight TT op de Clypse Course op Man.
Vanaf dat moment begon de ontwikkeling van lichte viertaktracers die in de eerste helft van de jaren zestig zeer succesvol waren in de klassen 50- tot 350 cc. De 500 cc klasse bleef het domein van MV Agusta, dat geen enkele concurrentie ondervond van andere merken. Commercieel was de 500 cc klasse voor Honda toen nog niet interessant, omdat het merk geen zware motorfietsen produceerde. Dat veranderde met de introductie van de Honda CB 450 in 1964. Die machine had weliswaar slechts twee cilinders, maar ook dubbele bovenliggende nokkenassen. De machine was zó snel, dat ze door privérijders als racemotor in de 500 cc klasse werd ingezet in nationale races en daar de verouderde Britse Norton Manx en Matchless G50 regelmatig de baas was.
In 1965, toen de ontwikkeling van de 500 cc RC 181 begon, had de race-afdeling van Honda het echter erg druk. Men werkte aan een Formule 1-auto, maar kreeg ook veel concurrentie van merken die tweetaktmotoren in het wereldkampioenschap wegrace inzetten. Daarom moest men steeds meer gecompliceerde viertakten bouwen om kans op de wereldtitels te maken. Zo had men een 50 cc tweecilinder (de Honda RC 115), een 125 cc vijfcilinder (de Honda RC 146) en 250- en 350 cc zescilinders (de Honda RC 165 en de Honda 2RC 172). 

## 1966
Voor de 500 cc klasse ontwikkelde men een viercilinder, zoals MV Agusta ook gebruikte. De RC 181 werd tegelijk met de 350 cc viercilinder RC 173 ontwikkeld en had daarmee ook veel overeenkomsten. De RC 181 was uiterlijk herkenbaar aan de rechthoekige deksels op de nokkenasuiteinden. De machines hadden een wet-sump-smeersysteem met extra oliekoelers in de zijkanten van de stroomlijnkuip (zoals ook was gedaan bij de 125 cc RC 149 en de 250 cc RC 166). Er waren cilindrische carburateurs van het merk Keihin gemonteerd. De boring/slagverhouding van de RC 181 was 57 × 48 mm waardoor de cilinderinhoud op 489, 9 cc kwam. De hoek tussen de kleppen was 75°; zowel de inlaat- als de uitlaatkleppen stonden onder een hoek van 37,5°. De machine had zes versnellingen en leverde 85 pk bij 12.000 tpm. Een zwak punt bleek de krukas. De geperste kruktappen verschoven soms, met desastreuze gevolgen voor de motor. Dit was onder meer de reden voor het uitvallen van Hailwood in Monza. Monteur Nobby Clarke verklaarde in de jaren tachtig dat de machine nóg een probleem had: Het voorste kettingtandwiel lag ver van het scharnierpunt van de achterbrug, waardoor de ketting bij het in- en uitveren zwaar belast werd. Dit was extra nadelig omdat Hailwood noodgedwongen veel gebruik moest maken van de remmende werking van de motor. Na de Isle of Man TT van 1966 was de ketting totaal versleten en zou eigenlijk al gebroken moeten zijn.
Men had de topcoureur Mike Hailwood aangetrokken. Hailwood had al in 1961 een wereldtitel voor Honda behaald in de 250 cc klasse, maar deed dat als privécoureur met geleende of gehuurde motorfietsen. Als dank kreeg hij van Honda slechts een rekening van 200 pond voor het verschepen van zijn motorfietsen, en daardoor was de liefde met de Japanners danig bekoeld. Hailwood had voor MV Agusta gekozen en was wereldkampioen 500 cc geworden in 1962, 1963, 1964 en 1965. In 1966 begon Hailwood bij Honda. Jim Redman was op dat moment Honda's topcoureur maar hij zou "non-riding captain" bij Honda worden. Honda had eigenlijk ook wel behoefte aan een teammanager die behoorlijk Engels sprak en de racewereld kende en bovendien had men al bij verschillende teams gezien dat twee topcoureurs elkaars punten afsnoepten. Redman had echter nog geen zin om te stoppen met rijden. Hij rekende de fabriek voor dat een coureur niet meer dan 500 km per dag mocht rijden en daardoor kon Hailwood niet altijd in drie klassen op één dag starten. Voorlopig hield men het erop dat Redman in de 250- en 350cc-klassen uitkwam en Hailwood in de 350- en 500cc-klassen, maar Redman trad wel op als teammanager. Redman had echter besloten dat 1966 zijn laatste seizoen zou zijn en dat hij nog een wereldtitel in de 500cc-klasse wilde halen. Honda wilde hem daarin wel tegemoetkomen. Tijdens de training voor de eerste race draaide hij echter de motor van zijn RC 181 stuk, waardoor Mike Hailwood onder sterk protest zijn eigen motorfiets aan Redman moest afstaan. De dubbelrol van Redman als rijder én teammanager kwam hier wel bijzonder slecht uit, want hij nam deze beslissing feitelijk als manager, maar in zijn eigen voordeel als coureur. Met slechts één Honda-rijder werd de race ook niet erg spannend, want Giacomo Agostini (MV Agusta) kon de nieuwe Honda met geen mogelijkheid bijhouden en finishte 20 seconden achter Redman op de tweede plaats. MV Agusta opende in Assen de aanval op Honda met een nieuwe 500cc-driecilinder. Het gerucht ging dat het hier een opgeboorde MV Agusta 350 3C zou betreffen, die slechts 400cc mat (dat klopte ongeveer, de machine had een cilinderinhoud van 420cc). In elk geval kon Agostini heel wat beter partij bieden tegen de Honda's. Hij werd daarbij geholpen door een zeer slechte start van Mike Hailwood. Die reed een aantal recordronden en lag na één ronde alweer op de derde plaats, na drie ronden op kop en na vier ronden schakelde hij in de Strubben per ongeluk naar de eerste versnelling waardoor zijn race in de strobalen eindigde. Hailwood zou eigenlijk in dienst van Redman moeten rijden, maar die was intussen gepasseerd door Agostini, waardoor Hailwood noodgedwongen de kop moest zien te pakken om te voorkomen dat Agostini te veel punten zou krijgen. Redman had een behoorlijke achterstand op Ago maar moest na het uitvallen van Hailwood wel reageren. Hij bleef lang op 8 seconden achter Agostini, maar in de tiende ronde waren het er nog maar 6 en in de twaalfde ronde 4. Daarna kwam Redman binnen één ronde tot bij Agostini, maar ze bleven nog rondenlang vechten om de eerste positie. Uiteindelijk finishte Redman enkele seconden voor Agostini. De driecilinder van Agostini was na Assen meteen naar Italië teruggebracht maar was niet op tijd klaar voor de Belgische Grand Prix. Agostini startte daar dus weer met de 500cc-viercilinder. De race werd even uitgesteld om de rijders de kans te geven hun bandenspanning wat te verlagen, want hoewel het bij de startstreep nog droog was, regende het vrij hard op de rest van het circuit. Agostini was het snelst weg, achterna gezeten door Hailwood en Redman, maar die laatste viel al in de eerste ronde, waarbij hij een arm brak. Na vijf ronden nam Hailwood de leiding over en begon zelfs weg te lopen van Agostini. In de elfde ronde vond Mike het echter mooi geweest. Het stortregende nog steeds en een groot aantal rijders had het al te gevaarlijk gevonden en was gestopt. Dat deed Hailwood ook, maar Agostini hield vol en had nu geen enkel probleem meer om de rest van het veld voor te blijven. Door de armbreuk van Jim Redman moest Hailwood in de GP van de DDR zorgen dat Agostini niet de volle punten kon pakken. In het gevecht met Agostini draaide Hailwood zijn Honda echter stuk waardoor het voor Agostini wel erg gemakkelijk leek te worden. Die viel er echter hard af, waarbij hij zelf weliswaar ongedeerd bleef, maar zijn motorfiets was afgeschreven. In de GP van Tsjecho-Slowakije pakte Hailwood pas zijn eerste punten in het 500cc-kampioenschap, maar het waren er wel meteen acht. In hevige regen, waarin 12 van de 25 rijders uitvielen, won hij vóór Agostini en – op één ronde – Marsovsky (Matchless). In de Finse Grand Prix nam Agostini wraak voor zijn uitvallen in de 350cc-race. Hij won zijn tweede 500cc Grand Prix met een flinke voorsprong van 40 seconden op Mike Hailwood. Het 500cc-kampioenschap was op dit moment een van de weinige die nog echt spannend waren. Men verwachtte in Ulster de terugkeer van Jim Redman, die al twee wedstrijden had gewonnen, net als Agostini. Hailwood had er nog maar één gewonnen, maar was geweldig in vorm en gedreven om drie wereldtitels te pakken. Met nog drie wedstrijden te gaan konden zij alle drie nog 500cc-wereldkampioen worden. In Ulster won Hailwood zijn tweede wedstrijd, terwijl Redman nog steeds niet verscheen. Agostini finishte met 1½ minuut achterstand en de rest van het veld werd op minstens een ronde gereden. Redman zou niet meer terugkeren als coureur. Het wereldkampioenschap was nu nog steeds open. Agostini had netto 34 punten (uit de beste vijf wedstrijden), maar Hailwood kon met twee overwinningen nog op 36 punten komen. In de Senior TT begon Agostini, die 20 seconden ná Hailwood mocht starten, voortvarend. Bij Ballacraine had hij 2 seconden voorsprong, maar halverwege de eerste ronde had Hailwood de situatie omgedraaid en aan het einde van die ronde lag Hailwood al 6,2 seconden voor. Agostini gaf het al vrij snel op en toen het begon te regenen ging het tempo er helemaal uit. Aan het einde van de race had Mike Hailwood 2½ minuut voorsprong op Agostini. In Monza werd eindelijk de wereldtitel in de 500cc-klasse beslist. Dat gebeurde eigenlijk toen Mike Hailwood in de zevende ronde zijn Honda aan de kant moest zetten met een gebroken krukas. De oorzaak daarvan lag eigenlijk bij de trainingen, toen Hailwood geweldig snelle rondetijden had genoteerd, maar zowel zijn eerste- als zijn reservemachine stuk had gedraaid. De monteurs hadden nog wel de tijd om in de nacht van zaterdag op zondag van deze twee machines één rijklaar exemplaar te maken, maar konden niet meer tot een optimale afstelling komen, waardoor het blok kapotging. Hailwood verspeelde hier de kans om de eerste coureur te worden die drie wereldtitels in één seizoen pakte. Daardoor kon Agostini rustig naar de finish rijden en winnen vóór Peter Williams en Jack Findlay (beiden op Matchless en beiden op 2 ronden). Agostini was wereldkampioen en Hailwood tweede, maar Honda kreeg de constructeurstitel en werd daardoor het enige merk dat vijf constructeurstitels in één seizoen won.

## 1967
| Van alle Honda-racers, maar vooral de RC 181, werd vaak beweerd dat ze zeer slechte rij-eigenschappen hadden. Joep Kortekaas, oud-coureur en motorjournalist verdiepte zich in klassieke racers en met name de Honda's. Hij houdt het erop dat veel verhalen over het slechte rijgedrag ontstaan zijn "omdat iedereen het zegt". Col MacKellar schreef in zijn boek "Honda GP Racers": "….recalling how, when Honda started in Europe, they only began to win GPs when they changed to English frames". Aantoonbare onzin, want Honda zélf gebruikte nooit een frame van buiten de eigen fabriek. Er werden wel buitenlandse onderdelen gebruikt: Avon en Dunlop banden, Smith toerentellers en Girling schokdempers. Colin Lyster en Ken Sprayson (van Reynolds Technology) bouwden frames in opdracht van Mike Hailwood, maar die werden nooit in het WK gebruikt. De enige coureur die over de frames klaagde was Mike Hailwood. In zijn door Ted Macauley geschreven biografie "Hailwood" zegt hij: "The old Honda's, the ones used in 1961, were bad handlers compared with other bikes. In the light of their history of atrocious handling, Jim Redman comes out as a far better rider than most people are prepared to give him credit for." En over de 250cc-Honda "I really enjoyed racing the 250, even though the Yamaha's I raced against were quicker. The 250 was quite well behaved and easy to handle. The 350 was okay, too." In zijn eerdere boek "The art of Motorcycle Racing" zegt dezelfde Hailwood: "I have already given my impression of the Honda 125 c.c. twin and there is little I can add except to say it is, without doubt, the finest 125 I have ever ridden. Although it is not nearly as outstanding in its class as the 250 c.c. Honda four, it is nevertheless a superb machine which combines ample, smooth power with perfect handling". Over de 250cc Honda schrijft hij: "This, like the 125, is a magnificent machine. When riding close to a Honda four its handling looks frightful, but its looks belie it, for it feels perfectly all right and does not seem at all skittish. I never fell off a 250 Honda in spite of some hair-raising battles with riders of the calibre of Bob McIntyre, Tom Phillis, John Hartle, Kunumitsu Takahashi and Jim Redman, so its handling must be all right". Behalve Redman en Hailwood reden slechts twee personen ooit op een RC 181: Martin Hodder en John Surtees. Hodder reed echter de late versie met het Reynolds-frame en vond dit frame beter dan het origineel, maar daar had hij nooit mee gereden, dus van vergelijking was geen sprake. Surtees reed de Honda met het originele frame en schreef in december 1985 in "Classic Bike": "The rear units are down to their bump rubbers, which locks up their suspension movement, and a reaction is then transferred to the front of the machine." en iets verder: "However, I would hesitate to blame frame flex or whip without having the opportunity to modify features such as the rear suspension pivot points, damping and spring rates, and wheel travel." Kortekaas acht het waarschijnlijk dat de combinatie van slechte schokdempers (zowel die de Japanse Showa's als de Britse Girlings hadden slechts 60 mm veerweg) en de smalle banden uit die tijd voor een groot deel verantwoordelijk waren voor problemen die Hailwood ondervond, maar ook dat de techniek simpelweg nog niet klaar was voor het vermogen van de RC 181. In 1985 testte Alan Cathcart de machine. Cathcart had als journalist veel ervaring met een groot scala van wegracers en kon dus wel degelijk vergelijken. Hoewel hij inmiddels met een museumstuk reed en dus enige voorzichtigheid moest betrachten, merkte hij toch op dat "je als rijder erg je best moet doen om de machine op alle snelheden goed te laten sturen." En: "De Honda blijft het zware stuurkarakter behouden en alle aandacht opeisen. Je kan geen moment ontspannen". Maar hij maakte ook nog een opmerking over de fysieke toestand van Hailwood: "Volgens zijn eigen zeggen trainde hij nooit om voor het raceseizoen, ervan uitgaand dat het veel racen met verschillende motorfietsen genoeg training was… …Ik vraag me af of Hailwood de RC 181 nog zo'n moeilijke motor gevonden had als hij meer aandacht aan zijn conditie had gewijd." Feit is dat Mike Hailwood vier keer wereldkampioen was geworden met de MV Agusta en dus wel degelijk kon vergelijken. Giacomo Agostini versloeg Hailwood in 1966 en 1967 met een machine die minder vermogen dan de Honda had. |

In 1967 werd de motor werd iets opgeboord, waardoor de cilinderinhoud op 499,7 cc kwam. Het vermogen was nu 90 pk bij 12.000 tpm. Hailwood was erg tevreden over de motorprestaties, maar helemaal niet over het weggedrag van de machine. Die was zo onhandelbaar dat hij de bijnaam "The Beast" kreeg. Hailwood had ook moeite om aan de Japanners uit te leggen wat er precies verbeterd moest worden. Hij gooide een schokdemperset in een vijfer om duidelijk te maken wat hij van de kwaliteit vond. Daarop mocht hij Britse Girling dempers monteren. Hij vond het frame van zijn 500cc-Honda RC 181 zó slecht, dat hij de fabriek verzocht de hulp van Europese framebouwers in te roepen. Hij was al behoorlijk ver met het testen van een Paton-frame, een Ceriani voorvork en twee hydraulische schijfremmen van Colin Lyster toen de fabriek het project stopte, waarschijnlijk geschrokken door de grote publiciteit. Toch bleef Hailwood het hele seizoen openlijk klagen over de stuurkwaliteiten van de Honda's, met name van de RC 181. Een van de experimenten om het weggedrag te verbeteren was het bevestigen van de voorste steekas in een excentrisch huis, waardoor de naloop veranderd kon worden, maar het hielp niet veel. Het aangeschroefde subframe tussen balhoofd en motorblok vervangen door een gelast exemplaar en dat werkte iets beter.
Honda had een einde gemaakt aan de experimenten van Mike Hailwood, die zijn 500cc-racer had voorzien van een Paton frame, een Ceriani voorvork en twee hydraulische schijfremmen van Colin Lyster. Men had de Honda RC 181 zelf wel aangepast: het aangeboute hulpframe was vervangen door een aangelast exemplaar. Daardoor stuurde de machine beter en Hailwood ging ook lang aan de leiding in de openingsrace in Duitsland. Zijn voorsprong werd zó groot dat het publiek al naar huis begon te gaan. In de 23e ronde draaide de krukas van Hailwood kapot en daardoor kon Giacomo Agostini de overwinning pakken. De Isle of Man TT van 1967 vierde zijn diamanten jubileum en was tot vrijdag 16 juni vooral een feest geweest voor Mike Hailwood, die zowel de Lightweight- als de Junior TT met grote overmacht gewonnen had. Op die vrijdag was Giacomo Agostini jarig en hij zou zijn leermeester Hailwood niets cadeau geven. Ago reed met staande start een nieuw ronderecord. In de tweede ronde reed Hailwood de snelste ronde die ooit op Man was gereden. Na drie ronden, toen de pitstops plaatsvonden, had Hailwood 2 seconden achterstand. Ago's stop verliep tien seconden sneller omdat Hailwood met een hamer zijn gashandvat op zijn plaats moest slaan. Hailwood moest zijn losse gashandvat op zijn plaats houden en na de volgende ronde had hij nog meer dan 11 seconden achterstand, maar in Ramsey had hij al 2 seconden voorsprong. Enkele kilometers verder, bij Bungalow, had Ago weer 2 seconden voorsprong, maar bij Signpost Corner kwam hij niet meer door. Hij stond stil met een gebroken ketting. Pas opnieuw in Ramsey kreeg Hailwood een sein van zijn monteur Nobby Clark dat Ago stil stond en kon hij rustig naar de streep toeren, nog steeds zijn gashandvat op zijn plaats houdend en met één hand sturend. Hailwood pakte aldus toch zijn twaalfde TT-overwinning. In Assen startte Hailwood als snelste, maar Agostini had bij het ingaan van de eerste bocht het meeste lef en drong Hailwood de tweede plaats op. Die bleef acht ronden lang proberen uit de slipstream van de MV Agusta te komen, zonder succes. Pas na acht ronden kwam Hailwood als eerste door en toen was ook zichtbaar dat de stuurkwaliteiten van de Honda RC 181 te wensen over lieten, want hij ging kwispelend over het circuit. Toch wist hij het ronderecord te verbeteren, terwijl de eerste achterblijvers al op een ronde gezet werden. Agostini zat inmiddels voortdurend met zijn hand onder de stroomlijnruit en had dus kennelijk problemen. Achter Hailwood en Agostini vochten Peter Williams (Arter-Matchless) en Dan Shorey om de derde plaats, tot Williams twee ronden voor het einde deze plek zeker stelde. Daardoor kwam hij, ex aequo met Hailwood, aan de leiding van de stand om het wereldkampioenschap te staan. In België was Agostini onklopbaar, zowel in de trainingen als in de race, die hij van start tot finish leidde. Uiteindelijk werd hij afgevlagd met 62 seconden voorsprong op Hailwood. Na de nederlaag in België stuurde Honda een geheel nieuwe 500cc-machine voor Hailwood naar de DDR. Deze had een lichtere motor door gebruik van veel magnesium voor het carter, de versnellingsbak en andere onderdelen. Hailwood had als snelste getraind maar Agostini leidde vanaf de start en elke ronde werd zijn voorsprong enkele seconden groter. Hailwoods Honda begon over te slaan en uiteindelijk ging de versnellingsbak stuk en Hailwood moest de RC 181 parkeren. Giacomo Agostini won de race. Op de Masaryk-Ring in Brno wist Hailwood wel te winnen. Agostini kon hem drie ronden lang volgen maar daarna begon Hailwood uit te lopen tot hij uiteindelijk 18 seconden voorsprong had. Agostini werd tweede en John Cooper werd derde. Agostini stond nu op 36 punten en Hailwood op 30 punten, waardoor het kampioenschap met nog vier wedstrijden te gaan nog helemaal open was. Hoewel de coureurs en teams daarom gevraagd hadden, weigerde de organisatie van de Finse Grand Prix in Imatra de start uit te stellen in verband met het hevige noodweer dat tijdens de opwarmronde van de 500cc-klasse was losgebarsten. Toen de storm op zijn hevigst was werd er gestart. Agostini was als snelste weg, maar Hailwood zat opgesloten in het middenveld en had nauwelijks zicht door het opspattende water van het veld voor hem. Toch wist hij zich al snel naar de derde plaats op te werken, achter Ago en John Hartle (Matchless). Er ontstonden grote gaten tussen de rijders: Agostini was al snel ver vóór op het duo Hartle/Hailwood die op hun beurt weer een grote voorsprong hadden op Billie Nelson (Norton). Overal langs de baan stonden gestrande coureurs met natte ontstekingen, water in hun motor of gewoon gestopt omdat ze absoluut geen zicht meer hadden. Hailwood wist Hartle af te schudden en probeerde zijn achterstand van 22 seconden op Agostini te verkleinen. Daarbij kreeg hij in de vierde ronde last van aquaplaning en zijn Honda klapte tegen een van de vele bomen langs de baan. Hailwood zelf kwam er zonder kleerscheuren vanaf maar zijn race was over. De spanning in de race was ook over, want Agostini kon nu met gemak de overwinning pakken. Door een vrij eenvoudige overwinning op het Dundrod Circuit keerden de kansen voor Hailwood. Die overwinning werd zo eenvoudig omdat Agostini al bij de start zijn koppeling verbrandde en zijn motor naar de pit moest duwen. Daar werden de koppelingsplaten vervangen, maar Hailwood had toen al 3½ ronde voorsprong. Hailwood had een echt pechweekend in Monza. Hij was in de 250cc-race al uitgevallen en ook in de 500cc-race kreeg hij pech. Hailwood startte sneller dan Agostini, die door zijn slechte start ook nog de gevallen rijders Conn en Dodds moest ontwijken. Mike Hailwood kreeg uiteindelijk 17 seconden voorsprong, maar vier ronden voor het einde scheurde een van zijn uitlaatpijpen en bovendien begon de versnellingsbak kuren te vertonen. Agostini wist hem te passeren en stelde daarmee zijn 500cc-wereldtitel vrijwel zeker. Hailwood hield nog slechts een theoretische kans over: Winnen in Canada terwijl Agostini zonder punten moest blijven. Ago had - zelfs bij winst van Hailwood - aan één punt voldoende. In Canada won Hailwood wel, maar Agostini werd op korte afstand tweede en verzekerde op die manier zijn wereldtitel.

## 1968
Honda zorgde voor sensatie toen men meldde dat het merk uit het wereldkampioenschap wegrace zou stappen. Dat gebeurde terwijl de contracten voor de coureurs al getekend waren. Honda betaalde haar coureurs gewoon door, waardoor het ze tevens onmogelijk gemaakt werd voor enig ander merk in het wereldkampioenschap aan te treden. Bovendien kregen ze hun fabrieksracers wel tot hun beschikking: Ralph Bryans de 125- en 250cc-machines en Mike Hailwood de 350- en 500cc-machines. Ze mochten er echter niet mee in WK-races rijden. Mike Hailwood stond met lege handen. Hij was pas 27 jaar oud en had net het aantal wereldtitels (9) van Carlo Ubbiali geëvenaard. Vanzelfsprekend wilde hij dit record verbeteren en zijn strijd tegen Giacomo Agostini voortzetten.
In de Mototempora Romagnola verschenen alle grote sterren met hun fabrieksracers. Hailwood had nu een Reynolds-wiegframe voor zijn Honda RC 181, maar viel zowel in Rimini als in Cesenatico. Op tweede Paasdag werd de "Shell Golden Shell" verreden op Imola. Dit was de wedstrijd die eerder bekendstond als "Coppa d'Oro Shell". In de 500 cc race ging het tussen Agostini met de MV Agusta en Hailwood met de Honda. In de training waren ze even snel geweest maar in de race werd Agostini op 20 seconden achterstand gereden. Eind April werd er geracet in Cervia, waar Hailwood won nadat Agostini de pit moest opzoeken met versnellingsbakrproblemen.
Toch bleef Hailwood op zoek naar andere motoren om mee te racen, maar het contract met Honda verbood hem op het aanbod van Domenico Agusta in te gaan om in de Isle of Man TT met een MV Agusta te rijden. Bij de GP des Nations kon dat eigenlijk wel, maar Hailwood weigerde in dienst van Agostini te rijden en koos voor de nieuwe viercilinder Benelli. Met die machine viel hij en moest hij de race staken.

## Technische gegevens
| Periode                | 1966-1967                                                                       |                               |                               |                               |
| Categorie              | fabrieksracer                                                                   |                               |                               |                               |
| Motortype              | DOHC                                                                            |                               |                               |                               |
| Bouwwijze              | viercilinder lijnmotor                                                          |                               |                               |                               |
| Koeling                | lucht                                                                           |                               |                               |                               |
| Kleppen per cilinder   | 4                                                                               |                               |                               |                               |
| Nokkenasaandrijving    | tandwielen                                                                      |                               |                               |                               |
| Boring                 | 1966: 57 mm vanaf 1967: 57,5 mm                                                 |                               |                               |                               |
| Slag                   | 48 mm                                                                           | 48 mm                         | 48 mm                         | 48 mm                         |
| Cilinderinhoud         | 489,9 cc vanaf 1967: 499,7 cc                                                   | 489,9 cc vanaf 1967: 499,7 cc | 489,9 cc vanaf 1967: 499,7 cc | 489,9 cc vanaf 1967: 499,7 cc |
| Compressieverhouding   | 1:11                                                                            |                               |                               |                               |
| Carburatie             | 4 × Keihin 30 mm                                                                |                               |                               |                               |
| Ontsteking             | Kokusan-Denki magneet                                                           |                               |                               |                               |
| Max. Vermogen          | 1966: 85 pk (62,5 kW) bij 12.000 tpm Vanaf 1967: 93 pk (68,4 kW) bij 12.650 tpm |                               |                               |                               |
| Primaire aandrijving   | tandwielen                                                                      |                               |                               |                               |
| Koppeling              | meervoudige droge platenkoppeling                                               |                               |                               |                               |
| Versnellingen          | 6                                                                               |                               |                               |                               |
| Secundaire aandrijving | ketting                                                                         |                               |                               |                               |
| Rijwielgedeelte        | Open brugframe                                                                  |                               |                               |                               |
| Remmen                 | trommelremmen voor en achter                                                    |                               |                               |                               |
| gewicht in kg          | 1967: 151 droog 1968: 141 droog                                                 |                               |                               |                               |

## Trivia

### Vermogen
Honda gaf het vermogen altijd op gemeten aan het achterste kettingtandwiel. Dan was er al enig vermogensverlies opgetreden in de koppeling en de versnellingsbak. Om tot "krukas-pk's" te komen moest bij het opgegeven vermogen ongeveer 15% worden opgeteld.

### Overgebleven exemplaren
Er bestaan nog twee exemplaren van de originele RC 181, waarvan er één in de foyer van het Honda-hoofdkwartier in Tokyo staat. De andere is eigendom van Hailwoods weduwe Pauline en staat samen met een RC 181 met Reynolds frame en een Honda RC 173 in het Donington Museum in Engeland. Hoewel alle machines in opdracht van Hailwood door Pete Forsyth werden gerestaureerd, missen de laatste twee een aantal onderdelen. De originele RC 181 werd in 1981 onder supervisie van John Surtees rijklaar gemaakt om door Stuart Graham te worden bereden tijdens de Mike Hailwood-herinneringsdag die door Alan Cathcart was georganiseerd. In 1982 ging Bill Smith met deze machine onderuit tijdens de races ter gelegenheid van het 50-jarig bestaan van Donington Park. Honda Engeland knapte de machine weer op maar bouwde hem ook om naar linkse schakeling om hem door Freddie Spencer te laten berijden tijdens de Transatlantic Races in 1984. In 1985 reed John Surtees de machine enkele ronden voor een documentaire van de BBC. Aansluitend mocht journalist/coureur Alan Carthcart de machine aan een rij-impressie onderwerpen.